# 이토 진사이

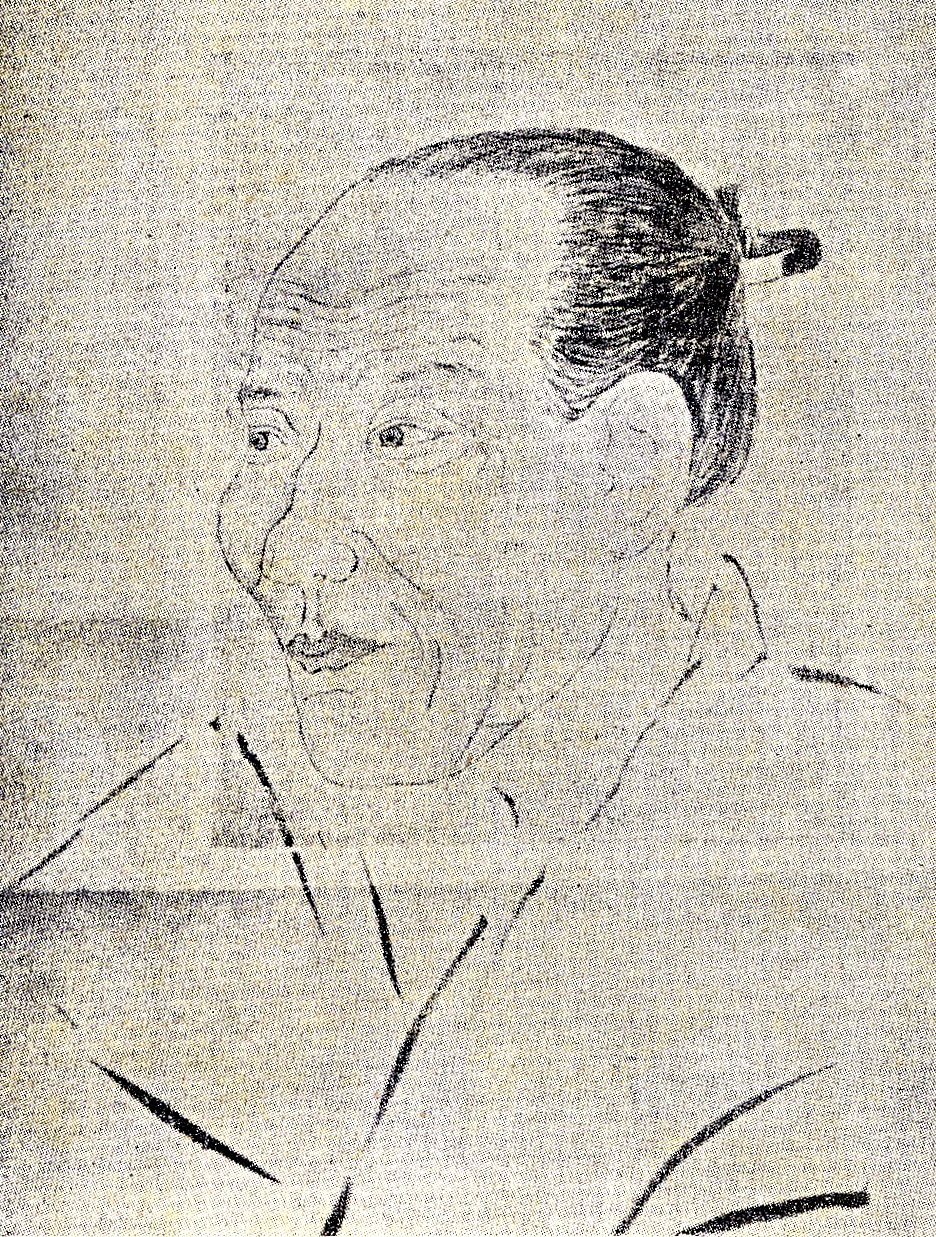
이토 진사이/호리카와 문인에 의한 초상

이토 진사이(일본어: 伊藤 仁斎), 간에이(寛永) 4년 음력 7월 20일(서기 1627년 8월 30일) ~ 칸에이(寛永) 2년 음력 3월 12일(서기 1705년 4월 5일)〕은 에도 시대 전기에 활약한 유학자, 사상가로서 교토에서 목재상을 하는 집안에서 태어났다. 일상생활 가운데 있는 윤리와 인간 모습을 탐구해 제시했다.
이름은, 어려서는 유정(維貞), 커서는 유정(維禎)이다. 가명 통칭은, 원길(源吉), 원좌(源佐), 원칠(源七)이다.
옥호(屋号)는 쓰루야 시치에몬(鶴屋 七右衛門)이다. 진사이(仁斎)는 호고 시호는 고카쿠 선생(古學先生).
- 옥호: 에도 시대에는 가게 이름이 가게 주인 이름과 같았다. 이것을 '야고(屋号)'라고 한다.

## 생애
간에이(寛永) 4년 7월 20일 (서기 1627년 8월 30일) 교토에서 태어나서 1662년 교토의 호리카와(堀川)에 고기도(古義堂)를 연다.
간에이(寛永) 2년 3월 12일 (서기 1705년 4월 5일) 죽었다.

## 가정
40세를 지나고 나서 혼인해 1남 2녀를 두었지만, 52세 때에 첫 번째 아내가 앞서가고 그 수년 후에 두 번째 아내와 재혼하여 4남 1녀를 더 낳았다.
이토 진사이(伊藤 仁斎) 나이 68세 때 막내동이로 5남의 란구(蘭嵎)가 태어난다.
아들 5인은 모두, 뛰어난 유학자가 되었다.
이 사람들이 바로 이토 도가이〔伊藤 東涯[겐조(原蔵)]〕, 이토 바이우〔伊藤 梅宇[주조(重蔵)]〕, 이토 가이데이〔伊藤 介亭[쇼조(正蔵)]〕, 이토 지쿠리〔伊藤 竹里[헤이조(平蔵)]〕, 이토 란그〔伊藤 蘭嵎[사이조(才蔵)]〕로, 세상에서 이토 진사이(伊藤 仁斎)의 고조(五蔵)로 불린다.

## 학설과 사상
주요 저서로서 『논어고의(論語古義)』,『맹자고의(孟子古義)』,『어맹자의(語孟字義)』,『중용발휘(中庸発揮)』,『동자문(童子問)』,『고학선생문집(古學先生文集)』등을 들 수 있지만, 생전에 강의와 저술을 정리하고 퇴고하는 데 전력을 경주했기 때문에 직접 발간한 저작은 없다.
도덕과 존재가 생겨나는 본바탕이 되는 이치나 법칙으로서 이(理)를 공자도 맹자도 일절 언급하지 않았으므로, 그 탐구를 허황되었다고 부정하고 그 탐구를 해결하는 단서를 갖다 주어 이바지하는 예기(禮記)나 예기에서 독립하여 존재하게 된 대학(大學), 중용(中庸) 등을 후대에 불교나 노장사상이 혼합된 완전하지 아니한 텍스트로 치부하여 그 위신과 영향력을 부정하는, 배짱이 두둑하면서도 사소한 부분까지 아주 분명한 방법과 수단을 이용하여 변하지 않는 기준으로서 자신이 세운 준거인, 공자와 맹자의 언행에서 이탈하는 해석을 용인하지 않는, 코기가꾸(古義学)을 제창하고 견지하였다.
이토 진사이(伊藤 仁斎)는 당시 주동이 되어 이끌었던 주자학의 논리로 경전을 해석하는 방식을 버리고 텍스트를 직접 검토하는 방법으로 학문하였다.
주자학은 학문 체계로서는 과거의 선진 유학보다는 이론이나 이치에 매우 합당한 체계를 갖추고는 있었지만, 그 성립하는 과정에 유입된 불교의 선학(禪學)이나 노장사상(老莊思想)이라고 하는 유교에 관계되지 않은 사상에 영향받았으므로 경서를 약간 편향되게 해석하는 경향이 있었다.
이토 진사이(伊藤 仁斎)는 그러한 요소[부분]를 유학의 온전성이 불순한 물건처럼 더럽혀졌다고 간주하여 모든 한계나 표준을 뛰어넘어 있는 대상이나 현상의 범위 전부나 자연 따위가 주관의 작용과는 독립하여 존재한다고 생각되는 정신이나 인식의 목적이 개념이나 언어에 기초하여 된 표상을 향한 감각이나 지각 작용에 의거하여 깨닫게 되는 내용에 근거하지 않고 순수하게 논리에 부합하는 사고만으로 현실이나 사물을 인식하려는 일이나 판단이나 추리 따위의 사유 작용을 거치지 아니하고 대상을 직접 파악하는 인식이나 지식에 토대한 직관을 배격하고 관찰이나 실험으로써 검증 가능한 지식만을 인정하려는 방법을 이용한다.
이런 경향은 동시대 유학 연구에서 공통으로 볼 수 있다.
이토 진사이(伊藤 仁斎)는 주자학 사상인 “리(理)”에 반하고 “정(精)”을 바람직하게 평가했다.
만물과 무한한 시간을 포함하는 끝없는 공간의 총체의 근원을 이루는 물질이 아닌 실재나 인식의 목적이 개념이나 언어에 근거하여 된 표상이나 본질의 외면에 나타나는 상의 모든 범위와 의식이나 경험의 대상인 현상 전체가 주관의 작용과는 독립하여 존재한다고 생각되는 냉정한 도리보다는 조금 더 인간답고 혈액이 통하는 인간의 감정[심정]을 굳게 믿고 의지하는 것이다.
그래서 맹자 사상인 사단(四端)의 심(心)이나 성선설(性善説)을 주창하기에 이른다.
이토 진사이(伊藤 仁斎)는 공자와 맹자의 사상과 주자학의 괴리를 깨닫고 주자학의 왜곡에서 탈피하여 공자와 맹자 사상의 순수화를 실현시키고자 여생을 모두 바쳤다.

공자와 맹자는 근엄한 얼굴과 정숙한 모습으로 존재와 도덕이 생겨나는 본바탕이 되는 원리, 즉 이(理)를 찾아 이 세상 너머의 신비나 형이상학을 좇는 주자학을 가르치지 않았다.
그것은 어디까지나 알 수 없는 것을 아는 것처럼 꾸미는 불손한 견강부회요, 결국 논의만을 분분하게 하여 실제로 필요한 덕행을 소홀히 하게 하는 위선의 실마리요, 나의 형이상학에 기초한 믿음을 남에게 강요하여 결국 분쟁을 야기하기 쉬운 신앙의 강제이며, 수준 높은 식자 능력을 갖추기 어려운 보통 사람들을 공자와 맹자의 가르침에서 소외시키는 차별의 합리화에 불과하다.
그런데 공자와 맹자의 철학은 사람들이 보통 알거나 알아야 하는 지식이면서도 실제로 행하기에는 말이나 생각처럼 쉽지 않은 사랑의 실천, 그것도 중단하지 말고 실천하라는 가르침이다. 이에 따라 군주에서 문맹인 하층민까지 도덕과 학문, 사회와 정치의 주인이 될 수 있으며 되게 해야 한다.

## 저작
- 『논어고의(論語古義)』(세키 기이치로우편 「일본 명가 사서 주석 전서」논어부일, 동양 도서, 1922년 4월)
  - 최경열 역, 그린비 2016
  - 장원철 역, 소명출판 2013
- 『맹자고의(孟子古義)』(세키 기이치로우편 「일본 명가 사서 주석 전서」맹자부일, 동양 도서, 1924년 10월)
  - 최경열 역, 그린비 2016
- 어맹자의
  - 최경열 역, 그린비 2017
- 『동자문(童子問)』시미즈 시게루 교주 이와나미 문고, 1970년 외　ISBN 978-4-00-330091-6
  - 최경열, 『동자문』- 이토 진사이 선집 1, 그린비, 2013년 1월 2일, ISBN 9788976823984
- 대학정본 / 중용발휘
  - 최경열 역, 그린비 2017

- 키무라 에이이치 편집·해설 「이토진사이집 일본의 사상 11」(지쿠마 서점) 1970년
- 카이즈카 시게키 편집·해설 「이토진사이 일본의 명저 13」중앙공론사 1977년　1983년
- 요시카와 고지로, 시미즈 시게루 교주　「이토진사이 이토토가이」　＜일본 사상 대계 33＞이와나미 서점, 1971년
- 아사야마 요시로, 엄명교주 「이토진사이」＜일본한시인선집 4＞연문출판, 2000년, ISBN 978-487636-190-8
- 우에타니 겐 교주 『인재일찰(仁斎日札)』＜신일본고전문학대계99＞이와나미 서점, 2000년 3월
- 이토 린후　「이토진사이,부-이토토가이」＜총서·일본의 사상가 10＞덕성 출판사, 1983년 3월
- 미야케 마사히코 편집·해설 「고학선생님 시와 글집」＜근세 유가 문집 집성 제 1권＞리카응사, 1985년

### 연구서
- 이또오 진사이 / 이기동 저

- 비토우 마사히데 「이토진사이에 있어서의 학문과 실천」, 「사상」 제524호, 1968년 2월
- 요시카와 고지로 「진사이,소라이,노리나가」,이와나미서점,1975년6월,복간2000년외,ISBN 978-4-00-000959-1
- 와타나베 히로시 「이토진사이·이토토가이-송학 비판과 「고의학(古義学)」
  - 사가라 도루·마츠모토3지개·원 료원편 「에도의 사상가들」상권, 연구사 출판, 1979년 11월
- 고야스 노부쿠니 「이토진사이 인륜적 세계의 사상」, 도쿄대학 출판회, 1982년 5월
- 증보판　「이토진사이의 세계」리카응사, 2004년　ISBN 978-4-8315-1060-0
- 이시다 가즈요시 「이토진사이」＜인물 총서＞ 요시카와 히로후미관, 1989년　ISBN 978-4-642-05176-7
- 사가라 도루　「이토진사이」리카응사, 1998년　ISBN 978-48315-0827-0
- 마루야 코이치 「이토 히토시재의 「정」적 도덕 실천론의 구조」, 「사상」 제820호, 1992년 10월
- 다니자와 에이이치 「일본인의 논어　「동자문」을 읽는다」　PHP 신서상·아래, 2002년, ISBN 4-569-62224-0·ISBN 978-4-569-62271-2
- 「일본 유교의 정신 주자학·진사이학·소라이학」시냇물사 1998년 8월

## 같이 보기
- 주자학
- 논어
- 맹자
- 오규 소라이
- 이토 도가이
- 모토오리 노리나가